# Il complotto contro l'America
Il complotto contro l'America (The Plot Against America) è un romanzo fantapolitico del 2004 dello scrittore statunitense Philip Roth. La storia si presenta come una ucronia il cui punto di divergenza è la vittoria di Charles Lindbergh alle elezioni presidenziali del 1940, evento che porta gli Stati Uniti d'America a divenire un alleato della Germania nazista.
Il libro ha vinto il Premio Sidewise per la storia alternativa.

## Trama
La vicenda è una storia alternativa che si svolge negli Stati Uniti, dove vive Philip Roth, un ragazzino ebreo che abita in un quartiere semita. L'autore immagina che alle elezioni presidenziali del 1940 al posto di Roosevelt venga eletto Charles Lindbergh, un famoso aviatore di idee antisemite, che - dopo aver scelto il senatore Burton K. Wheeler come vicepresidente e l'industriale Henry Ford come ministro dell'interno - proclama la pace dell'America e la sua neutralità nella seconda guerra mondiale. Per questi motivi stringe un patto di non aggressione con Hitler e con l'imperatore giapponese Hirohito.
In seguito all'elezione di Lindbergh, gli ebrei di tutta l'America temono ritorsioni antisemite e non credono più nella loro patria, intesa come ideale di libertà e uguaglianza. È così che Alvin, il cugino di Philip, decide di andare ad arruolarsi nelle forze armate canadesi che cercano di combattere lo strapotere della Germania in Europa. Tuttavia Alvin perde una gamba in combattimento e torna a casa in congedo per malattia portando con sé una protesi, che userà per camminare.
Intanto nella famiglia di Philip si stanno creando divergenze tra il padre e il fratello del protagonista, Sandy, che prende parte assieme a sua zia Evelyn a congressi di Just Folks, progetto sponsorizzato dal presidente che cerca apparentemente di integrare gli ebrei nella società, ma in realtà li vuole individuare e separare tra di loro, distruggendo quei piccoli “ghetti” come quello di Newark, cittadina in cui abita la famiglia Roth. Nel frattempo, sempre a causa di uno dei progetti approvati da Lindbergh, molte famiglie ebree vengono trasferite in stati storicamente antisemiti, come il Kentucky, dove viene “invitata” a trasferirsi la famiglia di Seldon, i vicini di casa.
La situazione si aggrava ulteriormente quando viene ucciso Walter Winchell, uno dei principali giornalisti che si opponevano a Lindbergh accusandolo di non rispettare la costituzione e di essere uno “sporco nazista” per essersi alleato con Hitler. In seguito alla morte del giornalista si scatena l'ira degli antisemiti e nasce una “caccia all'ebreo”, che sfocia in 122 morti. È in questo momento che Lindbergh scompare con il suo aereo e quindi la presidenza viene assunta da Wheeler, che non cerca di fermare il pogrom, bensì lo alimenta.
In seguito a settimane di continua paura la moglie di Lindbergh chiede alla nazione di mantenere la calma e prega i membri del parlamento di rimuovere dalla carica di presidente Wheeler, che sta palesemente violando la carta costituzionale. Le sue richieste vengono esaudite: si indicono nuove elezioni in seguito alle quali torna a governare Franklin Delano Roosevelt che rimette pace in America e - come accaduto nella realtà storica - decide l'entrata in guerra dopo l'attacco di Pearl Harbor, vincendo e facendo terminare il conflitto nel modo conosciuto.
Nell'epilogo, la zia di Philip, Evelyn, moglie del rabbino Bengelsdorf, importante funzionario del governo Lindbergh, rivela che un complotto era in atto contro l'America: Lindbergh e sua moglie non erano altro che dei burattini nelle mani di Hitler, che aveva rapito loro il figlio e minacciava di ucciderlo (il figlio venne veramente rapito, però da altre persone in altre circostanze: vedi rapimento Lindbergh); il dittatore preparava i loro discorsi e apriva loro la strada verso la Casa Bianca, in modo da avere sotto controllo l'America ed assicurarsi che essa non attaccasse la Germania né nessun altro stato appartenente all'Asse. Si suppone che Lindbergh sia stato rapito e poi fatto sparire proprio dai tedeschi perché, anche se in apparenza stava mettendo in atto misure antisemite, in realtà non stava facendo granché, limitato dal suo sentimento di libertà e di uguaglianza americano. Lo stesso Philip ammette che la teoria, contenuta in un bestseller successivamente pubblicato dal rabbino Bengelsdorf e fermamente smentita dalla vedova Lindbergh, era molto poco credibile, per quanto, tra le varie teorie complottiste, non fosse comunque la meno convincente.

## Edizioni italiane
- Philip Roth, Il complotto contro l'America, collana Supercoralli, traduzione di Vincenzo Mantovani, Torino, Einaudi, 2005, ISBN 88-06-18316-8.
- Philip Roth, Il complotto contro l'America, collana Super ET, traduzione di Vincenzo Mantovani, Torino, Einaudi, 2014, ISBN 978-88-06-22001-3.

## Opere derivate
Dal romanzo è stata tratta nel 2020 una miniserie televisiva omonima prodotta da HBO.